# Zacatal Victoria
Zacatal Victoria är en ort i Mexiko.   Den ligger i kommunen Cosoleacaque och delstaten Veracruz, i den sydöstra delen av landet, 500 km öster om huvudstaden Mexico City. Zacatal Victoria ligger 43 meter över havet och antalet invånare är 360.
Terrängen runt Zacatal Victoria är huvudsakligen platt. Zacatal Victoria ligger uppe på en höjd. Runt Zacatal Victoria är det tätbefolkat, med 343 invånare per kvadratkilometer. Närmaste större samhälle är Coatzacoalcos, 19,2 km nordost om Zacatal Victoria. Omgivningarna runt Zacatal Victoria är en mosaik av jordbruksmark och naturlig växtlighet.